# Courlaoux
Courlaoux és un municipi francès situat al departament del Jura i a la regió de Borgonya - Franc Comtat. L'any 2007 tenia 928 habitants.

## Demografia

### Població
El 2007 la població de fet de Courlaoux era de 928 persones. Hi havia 353 famílies de les quals 64 eren unipersonals (28 homes vivint sols i 36 dones vivint soles), 119 parelles sense fills, 146 parelles amb fills i 24 famílies monoparentals amb fills.
La població ha evolucionat segons el següent gràfic:
Habitants censats

### Habitatges
El 2007 hi havia 380 habitatges, 358 eren l'habitatge principal de la família, 8 eren segones residències i 14 estaven desocupats. 366 eren cases i 13 eren apartaments. Dels 358 habitatges principals, 286 estaven ocupats pels seus propietaris, 55 estaven llogats i ocupats pels llogaters i 16 estaven cedits a títol gratuït; 3 tenien una cambra, 6 en tenien dues, 40 en tenien tres, 96 en tenien quatre i 213 en tenien cinc o més. 230 habitatges disposaven pel capbaix d'una plaça de pàrquing. A 129 habitatges hi havia un automòbil i a 212 n'hi havia dos o més.

### Piràmide de població
La piràmide de població per edats i sexe el 2009 era:
| Homes | Edats   | Dones |
| ----- | ------- | ----- |
| 0     | 95 o +  | 0     |
| 0     | 90 a 94 | 4     |
| 8     | 85 a 89 | 4     |
| 0     | 80 a 84 | 8     |
| 4     | 75 a 79 | 16    |
| 12    | 70 a 74 | 0     |
| 12    | 65 a 69 | 16    |
| 24    | 60 a 64 | 16    |
| 20    | 55 a 59 | 36    |
| 36    | 50 a 54 | 36    |
| 32    | 45 a 49 | 24    |
| 36    | 40 a 44 | 20    |
| 40    | 35 a 39 | 36    |
| 28    | 30 a 34 | 36    |
| 12    | 25 a 29 | 28    |
| 28    | 20 a 24 | 8     |
| 20    | 15 a 19 | 44    |
| 24    | 10 a 14 | 44    |
| 28    | 5 a 9   | 24    |
| 28    | 0 a 4   | 20    |

## Economia
El 2007 la població en edat de treballar era de 621 persones, 446 eren actives i 175 eren inactives. De les 446 persones actives 425 estaven ocupades (229 homes i 196 dones) i 22 estaven aturades (9 homes i 13 dones). De les 175 persones inactives 86 estaven jubilades, 47 estaven estudiant i 42 estaven classificades com a «altres inactius».

### Ingressos
El 2009 a Courlaoux hi havia 367 unitats fiscals que integraven 943,5 persones, la mediana anual d'ingressos fiscals per persona era de 19.040 €.

### Activitats econòmiques
Dels 61 establiments que hi havia el 2007, 1 era d'una empresa extractiva, 2 d'empreses alimentàries, 2 d'empreses de fabricació de material elèctric, 6 d'empreses de fabricació d'altres productes industrials, 16 d'empreses de construcció, 13 d'empreses de comerç i reparació d'automòbils, 9 d'empreses de transport, 2 d'empreses d'hostatgeria i restauració, 2 d'empreses d'informació i comunicació, 2 d'empreses financeres, 1 d'una empresa immobiliària, 4 d'empreses de serveis i 1 d'una empresa classificada com a «altres activitats de serveis».
Dels 20 establiments de servei als particulars que hi havia el 2009, 3 eren tallers de reparació d'automòbils i de material agrícola, 3 paletes, 1 guixaire pintor, 5 fusteries, 2 lampisteries, 4 electricistes i 2 restaurants.
Dels 3 establiments comercials que hi havia el 2009, 1 era una botiga de més de 120 m², 1 una fleca i 1 una botiga d'electrodomèstics.
L'any 2000 a Courlaoux hi havia 16 explotacions agrícoles.

## Equipaments sanitaris i escolars
El 2009 hi havia una escola elemental.

## Poblacions més properes
El següent diagrama mostra les poblacions més properes.